# Bàn phím số

Bàn phím số

Bàn phím số / numeric keypad / numpad,  là phần 17-phím có kích cỡ bàn tay của một bàn phím máy tính tiêu chuẩn, thường nằm ở góc xa bên phải. Nó tạo khả năng nhập số từ máy tính một cách hiệu quả. Ý tưởng về cụm phím có 10 phím số ban đầu được Tadao Kashio, nhà phát triển máy tính điện tử Casio đưa ra.
Các khóa của numpad là các chữ số 0 đến 9, + (phép cộng), - (phép trừ), * (phép nhân) và / (phép chia) ký hiệu, . (dấu thập phân), Num Lock và ↵ Enter. Bàn phím máy tính xách tay thường không có bàn phím số, nhưng có thể cung cấp đầu vào bàn phím bằng cách giữ một phím bổ trợ (thường được dán nhãn Fn) và các phím thao tác trên bàn phím tiêu chuẩn. Đặc biệt là máy tính xách tay lớn (thường là những máy có 15,6   màn hình inch hoặc lớn hơn) có thể có không gian cho một bàn phím số thực và nhiều công ty bán các bàn phím riêng biệt kết nối với máy tính xách tay bằng kết nối USB (nhiều trong số này cũng thêm một phím cách vào bên cạnh số 0 nơi đặt ngón tay cái, cũng như một khóa 00 bổ sung điển hình của máy tính cơ và máy tính tiền hiện đại).
Đôi khi cần phân biệt giữa một phím trên bàn phím số và một phím tương đương ở nơi khác trên bàn phím. Ví dụ: tùy thuộc vào phần mềm đang sử dụng,  nhấn phím 0 của numpad có thể tạo ra kết quả khác so với nhấn phím 0 chữ và số.  Trong những trường hợp như vậy, khóa dành riêng cho numpad có thể được chỉ định như vd Numpad 0, NumPad0  NumPad0 , Num 0 hoặc tương tự để tránh sự mơ hồ.
Bàn phím số thường hoạt động ở hai chế độ. Khi Num Lock tắt, các phím 8, 6, 2 và 4 hoạt động như mũi tên / phím điều hướng lên, phải, xuống và trái; và 7, 9, 3 và 1 hành động tương ứng như Home, PgUp, PgDn và End. Khi Num Lock được bật, các phím số tạo ra chữ số tương ứng. Trên các máy tính Apple Macintosh, không có Num Lock, bàn phím số luôn chỉ tạo ra các số; Num Lock được thay thế bằng Clear key.
Việc sắp xếp các chữ số trên bàn phím số với các phím 7 - 8 - 9 hai hàng phía trên các phím 1 - 2 - 3 được lấy từ máy tính và máy tính tiền. Nó khác biệt đáng kể so với cách bố trí bàn phím Touch-Tone điện thoại có các phím 1 - 2 - 3 ở trên cùng và 7 - 8 - 9 phím ở hàng thứ ba.
Bàn phím số rất hữu ích để nhanh chóng nhập các chuỗi số dài, ví dụ như trong bảng tính, chương trình tài chính / kế toán và máy tính. Dữ liệu đầu vào theo kiểu này tương tự như một máy tính hoặc máy tính cộng cơ học.
Một numpad cũng hữu ích trên PC Windows để nhập mã alt cho các ký hiệu đặc biệt, ví dụ ký hiệu độ, °, với Alt+0+1+7+6. Về mặt kỹ thuật, phương thức của ví dụ trước sử dụng số 0 (mã thay thế ANSI) hàng đầu chỉ hoạt động khi được sử dụng với các khóa riêng của numpad, do đó, nó có thể được viết ít mơ hồ (nếu cần) bằng một trong các ký hiệu được đề cập ở trên, ví dụ Alt+Numpad 0+Numpad 1+Numpad 7+Numpad 6. Khi nhập giá trị Unicode hex, chỉ '+' hàng đầu cần phải là khóa Numpad +, do đó, ký hiệu này có thể được sử dụng một cách tiết kiệm, ví dụ Alt+Numpad ++1+1+b cho ta ký tự ě. 

## Đo tốc độ
Tốc độ gõ bàn phím số được đo bằng số tổ hợp phím mỗi giờ (KPH). Tốc độ tối thiểu cần thiết cho nhiều công việc nhập dữ liệu là khoảng 9000 KPH với độ chính xác tốt. Tốc độ 12.000 KPH được coi là xuất sắc. 